# ソユーズ5号
ソユーズ5号（ロシア語: Союз 5、ソユーズは『団結』『統合』の意）は、1969年1月15日にソビエト連邦が発射した宇宙船である。軌道上で先に打ち上げられたソユーズ4号と史上初となる人間が搭乗した宇宙船同士のドッキングをし、またこれも史上初となる宇宙空間での他の宇宙船への移乗を実現した。乗り移りは船外活動によって行われた。
この飛行は大気圏再突入時に発生した事故によっても知られている。機械船が司令船から分離されなかったため、宇宙船は先端部から大気圏に突っ込むことになり、ボリス・ボリノフ（Boris Volynov）飛行士は再突入の間シートベルトで座席に宙吊りにされる形になった。機械船はやがて空気抵抗で分解し、司令船は底部の耐熱板を前方に向ける正規の姿勢になったためハッチが損傷を受けることは何とか免れたが、パラシュートのひもがもつれ減速用のロケットも故障したため、ボリノフは着陸の衝撃で歯を折ることとなった。

## 搭乗員
| 地位       | 発射時搭乗員                                         | 着陸時搭乗員 |
| ---------- | ---------------------------------------------------- | ------------ |
| 船長       | ボリス・ヴォリノフ（Boris Volynov） 初飛行           | 同左         |
| 機関士     | アレクセイ・エリセーエフ（Aleksei Yeliseyev） 初飛行 | なし         |
| 調査技術士 | エフゲニー・フルノフ（Yevgeny Khrunov） 初飛行       | なし         |

### 支援搭乗員
| 地位       | 発射時搭乗員                                        | 着陸時搭乗員 |
| ---------- | --------------------------------------------------- | ------------ |
| 船長       | アナトリー・フィリプチェンコ（Anatoli Filipchenko） | 同左         |
| 機関士     | ヴィクトル・ゴルバトコ（Viktor Gorbatko）           | なし         |
| 調査技術士 | ワレリー・クバソフ（Valeri Kubasov）                | なし         |

### 予備搭乗員
| 地位       | 発射時搭乗員                                 | 着陸時搭乗員 |
| ---------- | -------------------------------------------- | ------------ |
| 船長       | アナトリー・ククリン（Anatoli Kuklin）       | 同左         |
| 機関士     | ウラディスラフ・ボルコフ（Vladislav Volkov） | なし         |
| 調査技術士 | ピョートル・コロディン（Pyotr Kolodin）      | なし         |

## 技術的詳細
- 質量：6,585kg
- 近地点：196km
- 遠地点：212km
- 軌道傾斜角：51.7°
- 軌道周回時間：88.6分

### 船外活動
- エリセーエフ、フルノフ：EVA（Extra-Vehicular Activity、船外活動）-1
- EVA 1開始：1969年1月16日 12:43:00（UTC）
- EVA 1終了：1月16日 13:15（UTC）
- 時間：37分間

## 計画の焦点
ソユーズ5号には船長のボリス・ボリノフと航空機関士のアレクセイ・エリセーエフ、エフゲニー・フルノフが搭乗し、両機関士は4号に乗り移り大気圏に再突入した。飛行計画には他にも科学・技術・医療における研究や、宇宙船のシステムや設計の試験、宇宙船を操縦操作してのドッキング、軌道上での他機への移乗などが含まれていた。
ひとり5号に残ったボリノフは、このあと大気圏再突入で危うく命を落としかけることになる。ソユーズは帰還の際、まず球形の軌道船を分離し、ロケットを逆噴射して速度を落としたあと機械船を分離して、司令船のみが帰還する。だがこの時は、逆噴射後に機械船が分離しなかったのである。同じような事故はボストークやボスホートでも発生したことはあったが、今回は事態ははるかに深刻だった。なぜならソユーズの機械船は両宇宙船に比べてずっと大きいため、このままではどんな空力負荷が機体に働くか全く予想できないからである。耐熱板が貼られていない機首部分から大気圏に突入すれば、機体が分解してしまう可能性もある。しかしながら逆噴射を終了してしまったこの段階となっては、もはや後戻りすることは不可能だった。
大気圏上層部で空気抵抗が効きはじめると、機体は最も安定した姿勢 – 恐れていた、機首を前方に向ける最悪の姿勢 – をとりはじめた。重い司令船が前方に来て、出入り用のハッチが高温の気流にさらされることになったのである。ハッチの気密用の保護シールが熱で溶けだし、船内には有毒なガスが充満しはじめた。この間ボリノフは、通常の再突入の時とは逆に座席からベルトでつり下げられる形となった。幸いにして結合器が熱で破壊されたために機械船が分離し、司令船は耐熱板を前方に向ける正規の姿勢に落ち着いた。
司令船は無事パラシュートを開いたものの、ひもがからまり減速用の小型ロケットも点火しなかったため、ボリノフは着陸の際の衝撃で歯を折ってしまった。着陸地点は予定していたカザフスタンの基地からはるかに離れた、オレンブルク近郊クスタニ（Kustani）の2km南西の、ウラル山脈山中であった。周囲の気温は−38℃である。救助隊が到着するまでには何時間もかかることが分かっていたので、ボリノフはカプセルから抜け出し、数kmも歩いてようやく見つけた小作農の農家に避難した。ボリノフがソユーズ21号で再飛行するのは、7年後のことであった。
同様の事故は2008年のソユーズTMA-11でも発生したが、着陸の際の衝撃はこの時ほどひどいものではなかった。

## 船外活動の詳細
飛行計画には、アポロ9号で計画されていたものと同じような船外活動も含まれていた。また最初に打ち上げられたソユーズ4号との間で、史上初となる有人宇宙船同士のドッキングを果たした。タス通信はこの模様を「相互に機能する宇宙船が誕生した…二船の電気回路は接続された。ここに搭乗員のための四つの区画を持つ実験的な宇宙ステーションが組み立てられ、機能を開始したのである」と報道した。
モスクワテレビは、5号の軌道船の中でエリセーエフとフルノフがボリノフ船長の助けを借りながらヤストレブ（Yastreb、ロシア語で鷹の意）宇宙服を着る映像を生放送で中継した。
ヤストレブ宇宙服の設計は1965年に始まり、すぐにボスホート2号でアレクセイ・レオーノフ飛行士によって史上初の船外活動に使用されたが、技術的な欠陥があることが判明した。レオーノフは1966年の一年間は、宇宙服改良のための助言スタッフとして参加した。新型宇宙服の製造と試験は1967年に始まったが、この年の4月にソユーズ1号の事故が発生し、また2号と3号もドッキングに失敗したため、新型服の使用は4号と5号の飛行まで待たなければならなかった。
ヤストレブは服が膨張するのを防ぐため、 関節部分に滑車とケーブルを装備している。上腕部分の灰色のナイロン地の周囲にめぐらされた金属製のリングが、上半身の関節部の留め金となっている。また胸部と腹部には長方形の再生式生命維持装置を備え、ソユーズの船外活動用ハッチからの出入りを容易にしている。
ボリノフは司令船に戻る前にフルノフとエリセーエフの生命維持装置と通信システムを点検し、ハッチを閉めると軌道船を減圧した。宇宙船が南アメリカ上空を飛行しソ連本国との通信がとだえている間、まずフルノフが4号の軌道船に乗り移った。ソ連上空にさしかかる頃、今度はエリセーエフが移乗した。彼らが背後にある船外活動用のハッチを閉じると、4号船長のシャタロフは再度船内を与圧し、両名が宇宙服を脱ぐのを手伝うために軌道船の中に入った。二人の飛行士はシャタロフに、彼が宇宙に飛び立った後に発行された新聞や手紙、電報などを手渡し、宇宙空間での宇宙船の乗り移りが完全に成功したことを証明した。